# Tórtola de Henares
Tórtola de Henares község Spanyolországban, Guadalajara tartományban. Tórtola de Henares Guadalajara, Fontanar, Yunquera de Henares és Ciruelas községekkel határos. Lakosainak száma 1384 fő (2024).

## Népesség
A település népessége az utóbbi években az alábbiak szerint változott:
| Lakosok száma | 451  | 475  | 585  | 801  | 939  | 983  | 986  | 1044 | 1240 | 1384 |
|               | 2001 | 2004 | 2006 | 2009 | 2011 | 2014 | 2016 | 2019 | 2021 | 2024 |